# 沃德·洛克公司
沃德·洛克公司 （Ward Lock & Co）是英國的一家出版社。是獵戶座出版集團的下屬企業。創建于1854年，創辦人是Ebenezer Ward和George Lock。其出版的旅遊指南在旅遊指南的發展過程中有重要地位。